# Сульцано
Сульца́но (итал. Sulzano, ломб. Sülsà / Sölsà) — коммуна в Италии, располагается в провинции Брешиа области Ломбардия.
Население составляет 1808 человек (2008 г.), плотность населения составляет 154 чел./км². Занимает площадь 10 км². Почтовый индекс — 25058. Телефонный код — 030.
Покровителем коммуны почитается святой великомученик Георгий, празднование 23 апреля.

## Демография
Динамика населения: